# Cedar Hill (Nuevo México)
Cedar Hill es un lugar designado por el censo (en inglés, census-designated place, CDP) situado en el condado de San Juan, Nuevo México, Estados Unidos. Según el censo de 2020, tiene una población de 1130 habitantes.

## Geografía
La localidad está ubicada en las coordenadas 36°56′46″N 107°53′01″O / 36.94611, -107.88361 (36.946037, -107.883474). Según la Oficina del Censo, tiene una superficie total de 25.12 km², de los cuales 24.35 km² corresponden a tierra firme y 0.77 km² están cubiertos de agua.

## Demografía
Según el censo de 2020, hay 1130 personas residiendo en la localidad. La densidad de población es de 46.41 hab./km². El 82.0% de los habitantes eran blancos, el 0.3% eran afroamericanos, el 4.3% eran amerindios, el 0.4% eran asiáticos, el 4.7% eran de otras razas y el 8.3% eran de una mezcla de razas. Del total de la población, el 12.7% eran hispanos o latinos de cualquier raza.